# Joyeux Anniversaire (film, 1959)
Pour plus de détails, voir Fiche technique et Distribution.
Joyeux Anniversaire (Happy Anniversary) est un film américain réalisé par David Miller, sorti en 1959.

## Synopsis
Lors d'un dîner à l'occasion de leur treizième anniversaire de mariage, un invité un peu ivre révèle que Chris et Alice Walters s'étaient connus intimement avant leur union.

## Fiche technique
- Titre original : Happy Anniversary
- Titre français : Joyeux Anniversaire
- Réalisation : David Miller
- Scénario : Joseph Fields, Jerome Chodorov, d'après leur pièce Anniversary Waltz
- Direction artistique : Paul Heller
- Décors : Jack Wright Jr.
- Costumes : Marjorie Fields
  - costumes de Mitzi Gaynor : Molly Parnis, Ben Zuckerman
- Photographie : Lee Garmes
- Son : James Gleason
- Montage : Richard C. Meyer
- Musique : Sol Kaplan, Robert Allen
- Production : Ralph Fields
- Production déléguée : Joseph Fields
- Production associée : George Justin
- Société de production : Fields Productions
- Société de distribution : United Artists
- Pays d'origine :  États-Unis
- Langue originale : anglais
- Format : noir et blanc — 35 mm — 1,85:1 — son Mono (RCA Sound Recording)
- Genre : Comédie romantique
- Durée : 83 minutes
- Dates de sortie : 
  - États-Unis : 10 novembre 1959
  - France : 5 juin 1960

## Distribution
- David Niven : Chris Walters
- Mitzi Gaynor : Alice Walters
- Carl Reiner : Bud
- Loring Smith : Arthur Gans
- Monique Van Vooren : Jeanette Revere
- Phyllis Povah : Lillian « Lilly » Gans
- Elizabeth Wilson : Millie
- Patty Duke : Debbie Walters
- Kevin Coughlin : Okkie Walters

## Chansons du film
- "I Don't Regret a Thing..." et "Happy Anniversary" : musique de Robert Allen, lyrics d'Al Stillman